# Euglossa
Euglossa är ett släkte av bin. Euglossa ingår i familjen långtungebin.

## Bildgalleri

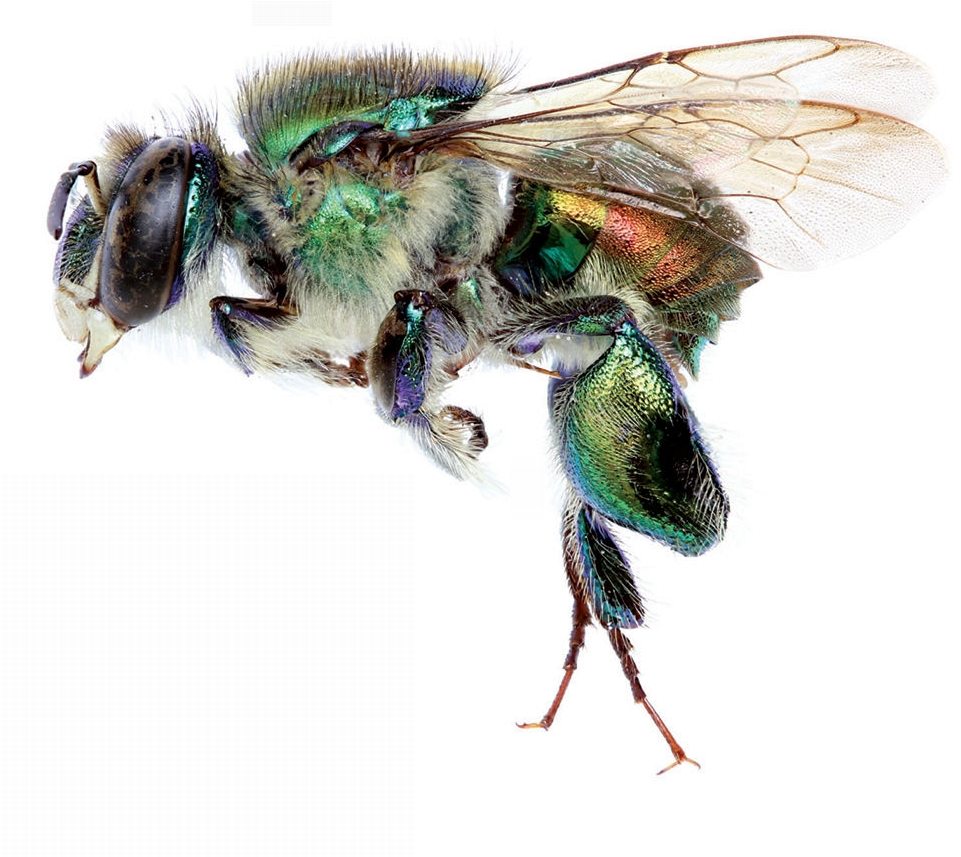

## Dottertaxa tillEuglossa, i alfabetisk ordning[1]
- Euglossa alleni
- Euglossa allosticta
- Euglossa amazonica
- Euglossa analis
- Euglossa annectens
- Euglossa anodorhynchi
- Euglossa asarophora
- Euglossa atroveneta
- Euglossa augaspis
- Euglossa aureiventris
- Euglossa auriventris
- Euglossa bazinga[2]
- Euglossa bidentata
- Euglossa bigibba
- Euglossa bursigera
- Euglossa chalybeata
- Euglossa championi
- Euglossa chlorina
- Euglossa cognata
- Euglossa cordata
- Euglossa cosmodora
- Euglossa crassipunctata
- Euglossa crininota
- Euglossa cyanea
- Euglossa cyanochlora
- Euglossa cyanura
- Euglossa cybelia
- Euglossa deceptrix
- Euglossa decorata
- Euglossa despecta
- Euglossa dilemma[3]
- Euglossa dissimula
- Euglossa dodsoni
- Euglossa dressleri
- Euglossa erythrochlora
- Euglossa fimbriata
- Euglossa flammea
- Euglossa fuscifrons
- Euglossa gibbosa
- Euglossa gorgonensis
- Euglossa granti
- Euglossa hansoni
- Euglossa hemichlora
- Euglossa heterosticta
- Euglossa hugonis
- Euglossa hyacinthina
- Euglossa ignita
- Euglossa igniventris
- Euglossa imperialis
- Euglossa inflata
- Euglossa intersecta
- Euglossa iopoecila
- Euglossa ioprosopa
- Euglossa iopyrrha
- Euglossa jacquelynae
- Euglossa jamaicensis
- Euglossa laevicincta
- Euglossa lazulina
- Euglossa leucotricha
- Euglossa liopoda
- Euglossa lugubris
- Euglossa macrorhyncha
- Euglossa maculilabris
- Euglossa magnipes
- Euglossa mandibularis
- Euglossa melanotricha
- Euglossa micans
- Euglossa milenae
- Euglossa mixta
- Euglossa modestior
- Euglossa mourei
- Euglossa nanomelanotricha[4]
- Euglossa nigropilosa
- Euglossa nigrosignata
- Euglossa obtusa
- Euglossa occidentalis
- Euglossa oleolucens
- Euglossa orellana
- Euglossa paisa
- Euglossa parvula
- Euglossa perfulgens
- Euglossa perpulchra
- Euglossa perviridis
- Euglossa pictipennis
- Euglossa piliventris
- Euglossa platymera
- Euglossa pleosticta
- Euglossa polita
- Euglossa prasina
- Euglossa purpurea
- Euglossa retroviridis
- Euglossa roderici[4]
- Euglossa rufipes
- Euglossa rugilabris
- Euglossa samperi
- Euglossa sapphirina
- Euglossa securigera
- Euglossa singularis
- Euglossa solangeae
- Euglossa sovietica
- Euglossa stellfeldi
- Euglossa stilbonata
- Euglossa tiputini
- Euglossa townsendi
- Euglossa tridentata
- Euglossa trinotata
- Euglossa truncata
- Euglossa turbinifex
- Euglossa urarina
- Euglossa variabilis
- Euglossa villosa
- Euglossa villosiventris
- Euglossa violaceifrons
- Euglossa viridifrons
- Euglossa viridis
- Euglossa viridissima